# بالدوین لونسدال
بالدوین لونسدال (انگلیسی: Baldwin Lonsdale؛ زاده ۵ اوت ۱۹۴۸ – درگذشته ۱۷ ژوئن ۲۰۱۷) سیاست‌مدار اهل وانواتو بود. وی از ۲۲ سپتامبر ۲۰۱۴ تا هنگام مرگش در ۱۷ ژوئن ۲۰۱۷ رئیس‌جمهور این کشور بود.
بالدوین لونسدال در ۱۷ ژوئن ۲۰۱۷، در سن ۶۸ سالگی بر اثر سکته قلبی درگذشت.